# Воря (притока Клязьми)
Во́ря (рос. Воря) — річка, що протікає територією Московської области. Ліва притока Клязьми.
Довжина 109 км. Протікає через Хотьково, Красноармійськ, у місті Лосино-Петровський впадає в річку Клязьма, крім міст протікає чарез села Репіхово і Голигіно.
Найбільші притоки: зліва — Пажа, Торгоша, а також Пружонка, Жмучка; праворуч — Талиця, Любосєєвка, Лашутка.
Походження назви річки остаточно не з'ясоване: за одною з версій, вона має балтійське походження і порівнюється з прусськими гідронімами Woria, Wore, литовським Vare, річкою Вара; за другою — вона пов'язана з фіно-угорським терміном вор («гора», «ліс») і зіставляється з північноросійськими гідронімами Ворбуй, Ворваж, Варенга.
У верхній течії знаходиться історичний музей-садиба Абрамцево, в Абрамцеві любили бувати знамениті російські письменники і художники.